# Губа Яків Миколайович
Губа Я́ків Микола́йович(1984—2014) — майор Збройних сил України, учасник російсько-української війни.

## Життєпис
Народився 1984 року в місті Дніпропетровськ. 2006 року закінчив Полтавський військовий інститут зв'язку, спеціальність «бойове застосування та управління діями підрозділів (частин, з'єднань) із засобами зв'язку».
Офіцер відділу організації зв'язку та інформаційних систем, оперативне командування «Південь».
Яків Губа виходив з оточення під Іловайськом, їхав на БТРі зв'язку Кушетка-Б К1Ш1 (бортовий 004) перед "УАЗ"ом полковника Кифоренка. Біля х. Горбатенко, неподалік Старобешево, БТР підбили зі «Шмеля» російські десантники з відстані 30 метрів. Весь екіпаж згорів наживо: солдат, механік-водій Солодовник Євген Олегович, молодший сержант Юрковець Ігор Володимирович, майор Яків Губа.
Вдома залишилися дружина Світлана та син Максим 2008 р.н.
1 жовтня 2014-го похований як невідомий на Кушугумському цвинтарі у Запоріжжі. Ідентифікований за експертизою ДНК.
17 січня 2015-го перепохований на Краснопільському цвинтарі Дніпропетровська.

## Нагороди і вшанування
За особисту мужність і героїзм, виявлені у захисті державного суверенітету та територіальної цілісності України, вірність військовій присязі під час російсько-української війни
- нагороджений пам'ятним знаком "За воїнську доблесть (1.8.2014)
- орденом Богдана Хмельницького ІІІ ступеня (4.6.2015, посмертно)
- Його портрет розміщений на меморіалі «Стіна пам'яті полеглих за Україну» у Києві: секція 4, ряд 3, місце 3
- Вшановується 29 серпня на щоденному ранковому церемоніалі вшанування українських захисників, які загинули цього дня у різні роки внаслідок російської збройної агресії[2]
- Іловайський Хрест (посмертно)
- 2015 року нагороджений недержавною відзнакою «За оборону України» (посмертно)
- Медаль «15 років Збройним Силам України»